# Aellopos ceculus
Espèce
Aellopos ceculus est une espèce d’insectes lépidoptères de la famille des Sphingidae, de la sous-famille des Macroglossinae, de la tribu des Dilophonotini et du genre Aellopos.

## Description

### L'imago
L'envergure varie de 42 a 47 mm. Il se distingue de toutes les autres espèces d’ Aellopos par la bande médiane jaune qui se trouve à la face dorsale de l’aile postérieure.

### Mâle

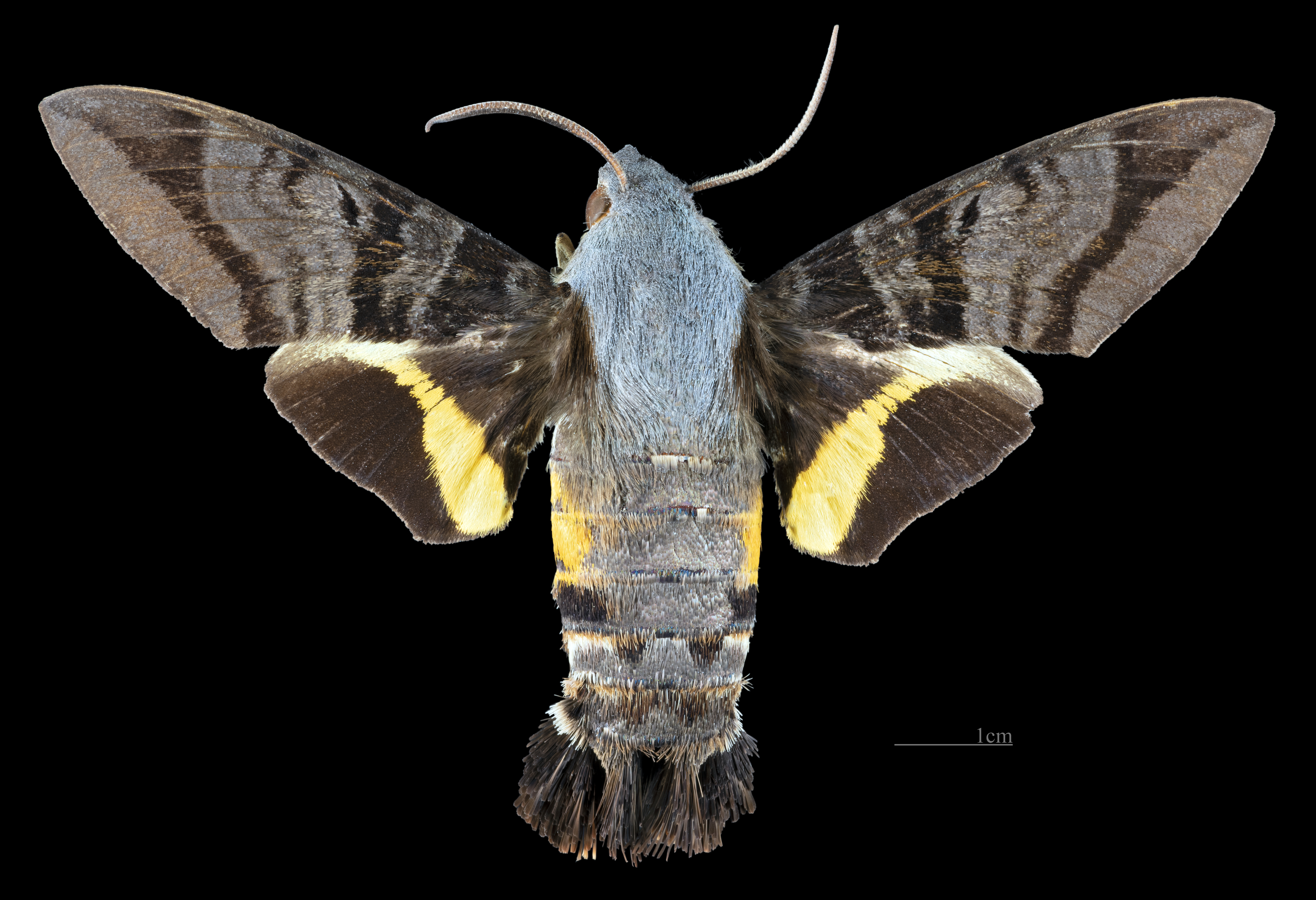
Avers du mâle (coll.MHNT)
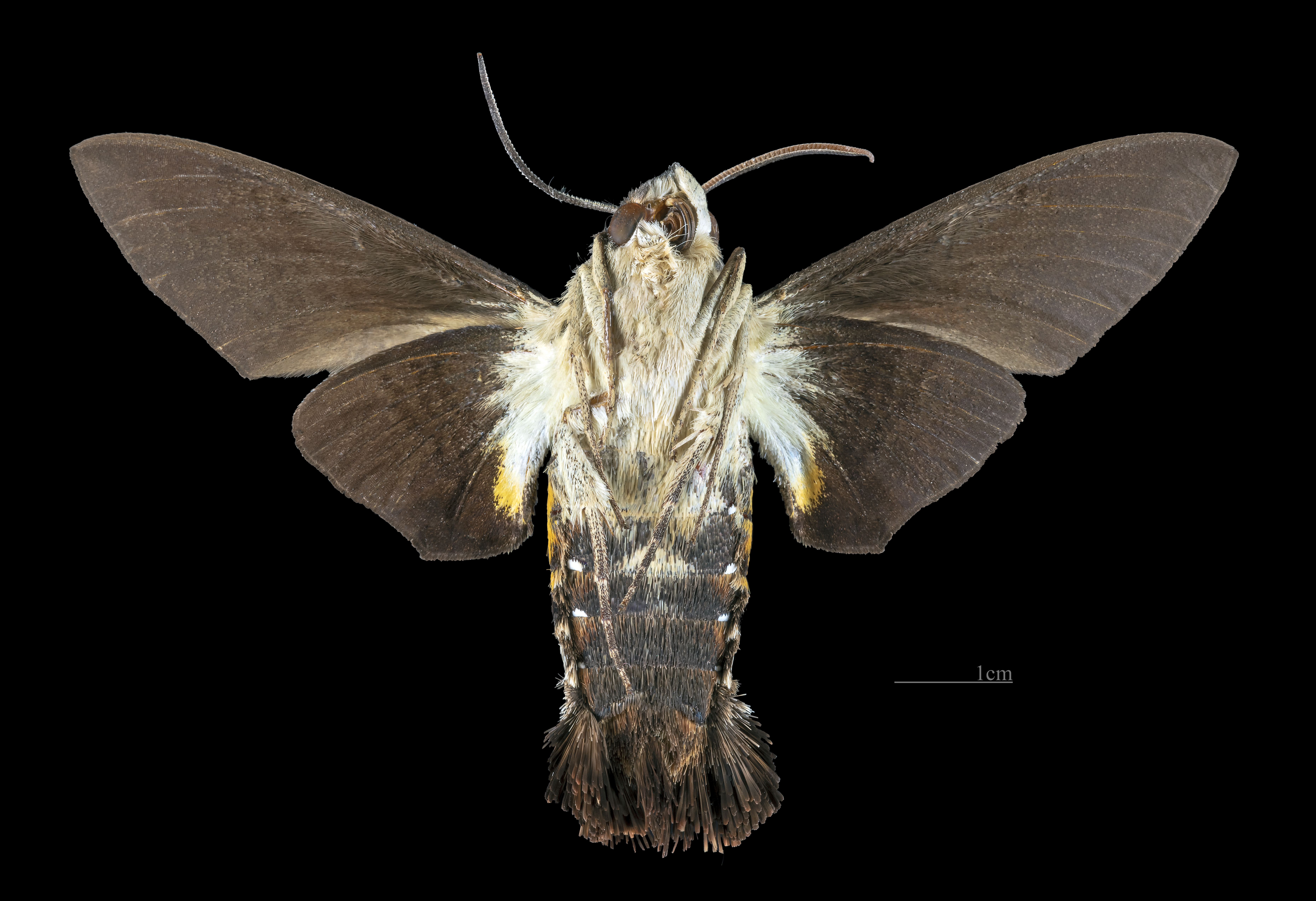
Revers du mâle (coll.MHNT)

## Femelle

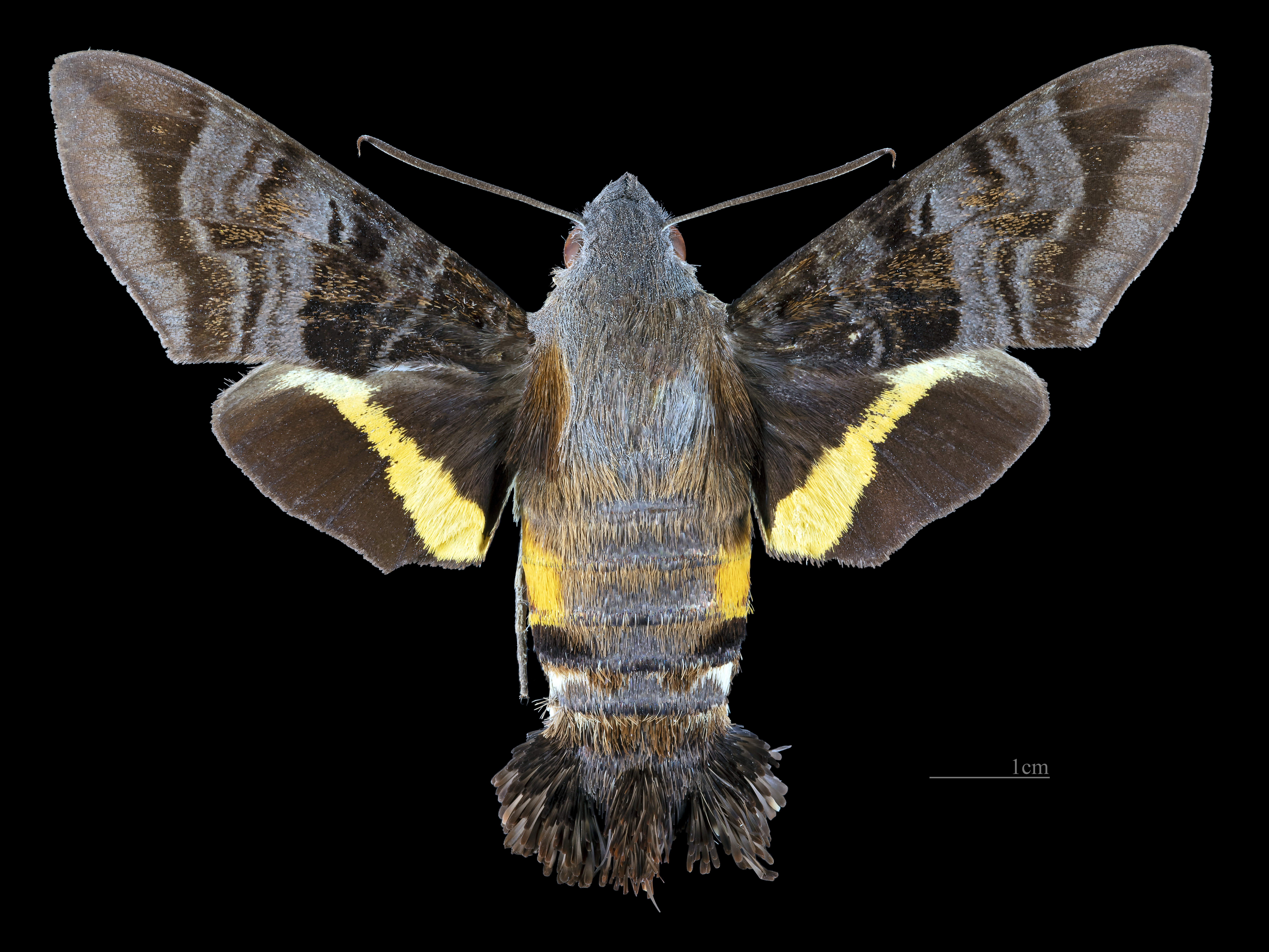
Avers de la femelle (coll.MHNT)
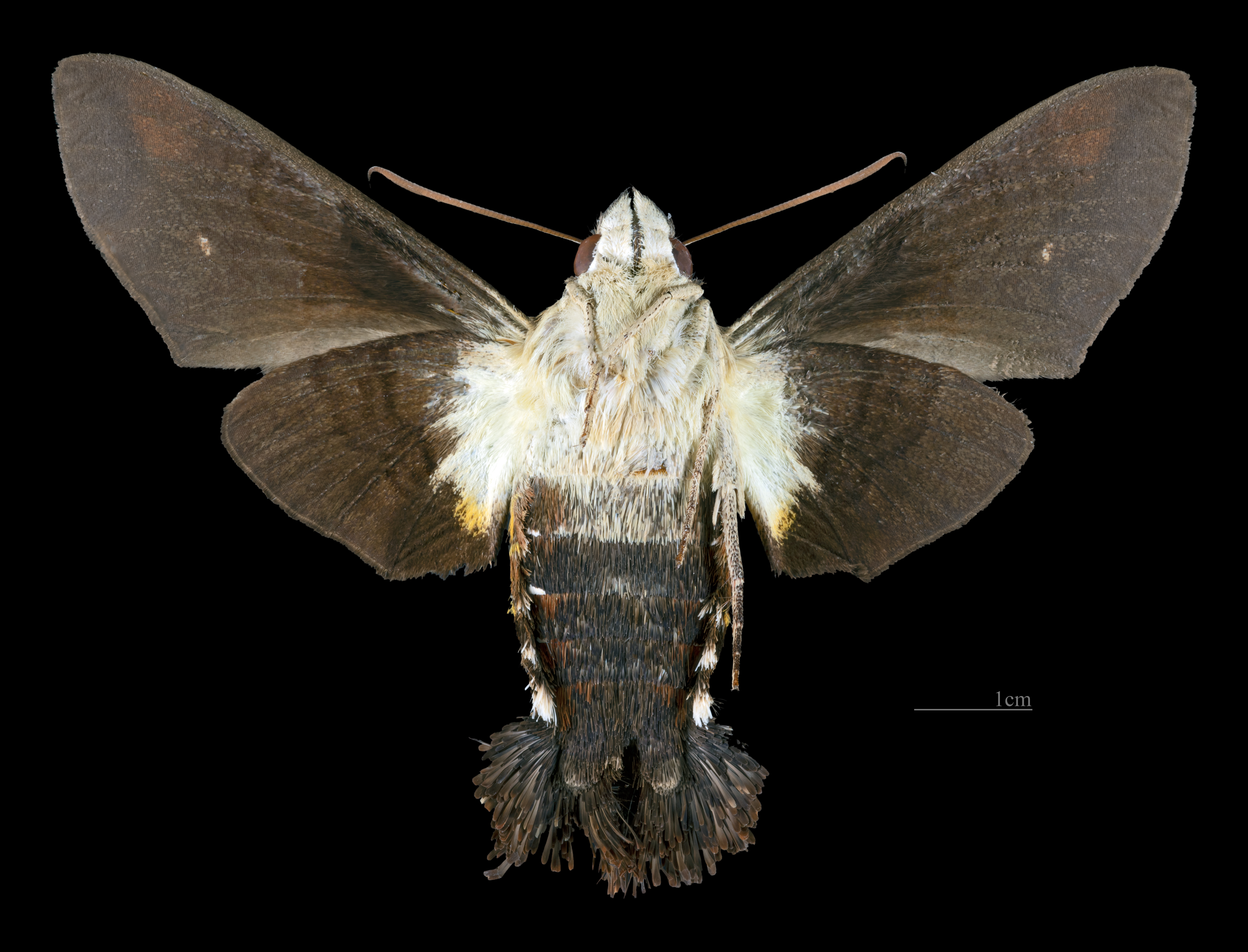
Revers de la femelle (coll.MHNT)

### Les œufs
Les œufs sont sphériques et verdâtres.

### La chenille
Il existe au moins deux formes de couleur, une forme verte et une forme brun rougeâtre.

### La nymphe
La nymphose a lieu dans des cocons en vrac dans des chambres souterraines peu profondes. Les nymphes sont sombres, lisses et brillantes.

## Biologie
Au cours de l'accouplement, les femelles attirent les mâles par une phéromone libérée par une glande située dans l'abdomen. Les adultes des deux sexes sont attirés par la lumière, mais surtout les mâles. Il y a plusieurs générations par an.

### Alimentation
Les adultes se nourrissent du nectar des fleurs du genre Abelia.
Les chenilles se nourrissent de rubiacées, notamment des espèces Genipa americana, Alibertia edulis et du genre Randia.

## Distribution et habitat
Distribution
L'espèce se rencontre dans la partie nord de l'Amérique du Sud, mais aussi en Amérique centrale jusqu'au Mexique .
Habitat
On la trouve dans les forêts et les zones boisées des régions tropicales et subtropicales.

## Systématique
L’espèce Aellopos ceculus a été décrite par l'entomologiste hollandais Pieter Cramer en 1775, sous le nom initial de Sphinx ceculus. La localité type est le Suriname.

### Synonymie
- Sphinx ceculus Cramer, 1777 protonyme
- Macroglossum fasciatum Swainson, 1823[2]
- Eupyrrhoglossum ceculus Godman & Salvin, 1881[3]
- Sesia gehleni Closs, 1922